# Hypenomorpha
Hypenomorpha é um gênero de traça pertencente à família Arctiidae.